# Tephritis euarestelloides
Tephritis euarestelloides är en tvåvingeart som beskrevs av Richter 1975. Tephritis euarestelloides ingår i släktet Tephritis och familjen borrflugor.
Artens utbredningsområde är Mongoliet. Inga underarter finns listade i Catalogue of Life.